# Schloss Ehrenhausen (Steiermark)

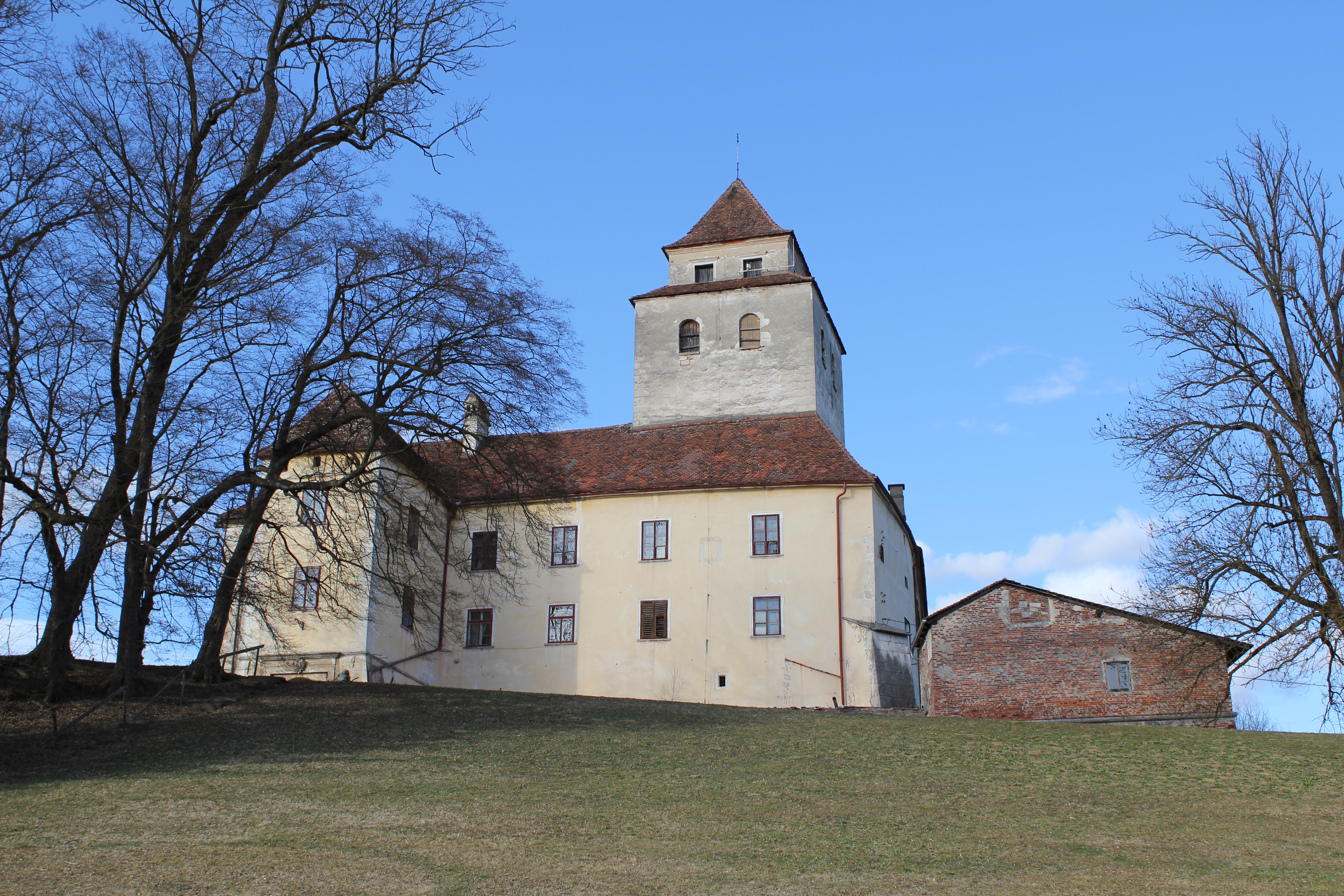
Schloss Ehrenhausen (2011)

Schloss Ehrenhausen liegt mit gut erhaltenen Befestigungsanlagen auf einer steil abfallenden Erhebung hoch über der Mur und dem Ort Ehrenhausen im Bezirk Leibnitz in der Südsteiermark. Nicht weit vom Schloss befindet sich auf derselben Anhöhe das Mausoleum des Ruprecht von Eggenberg.

## Geschichte

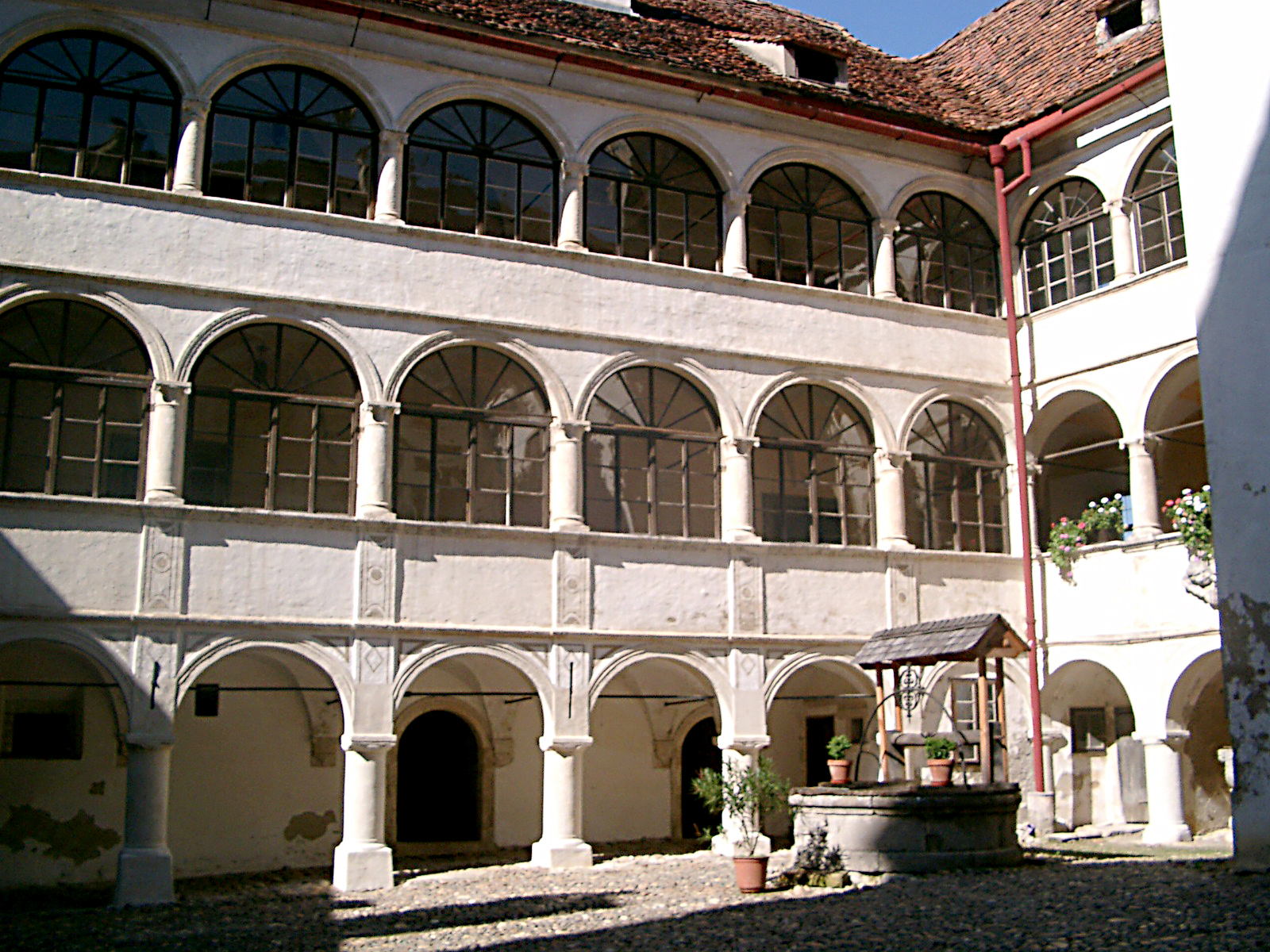
Hof (2004)

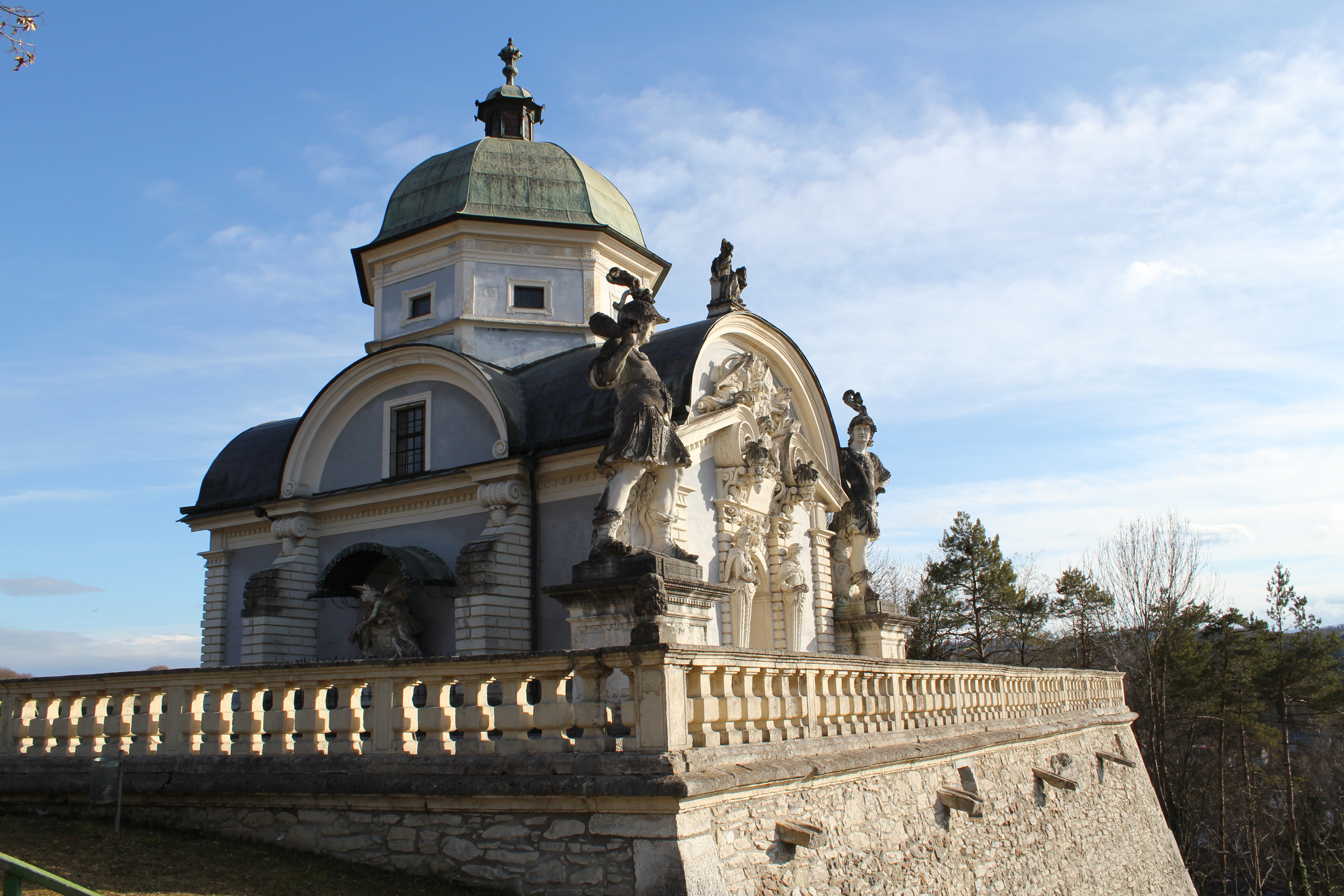
Mausoleum des Ruprecht von Eggenberg (2011)

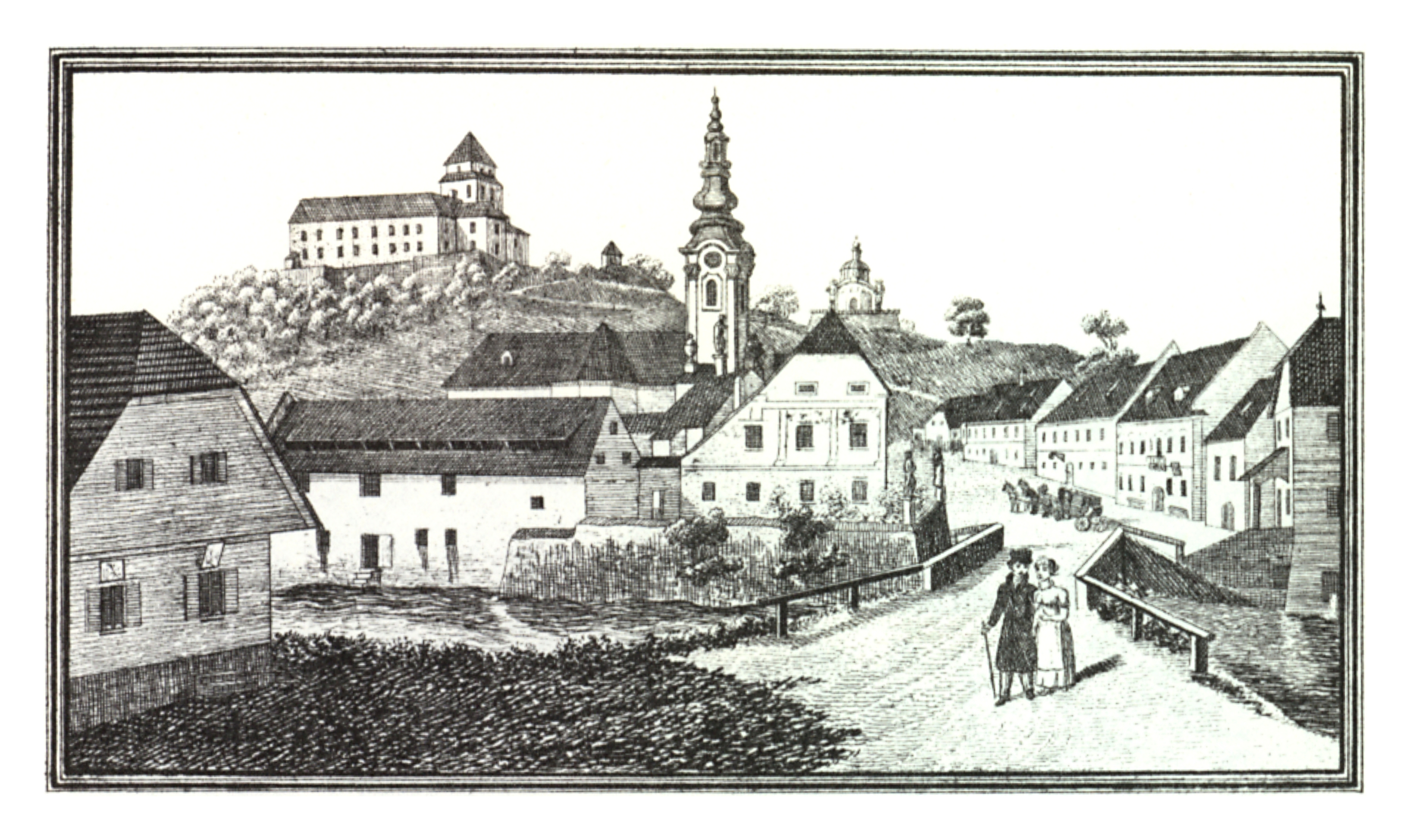
Schloss und Markt Ehrenhausen 1825

Das Schloss ist ein unregelmäßiger, dreigeschoßiger Vierflügelbau um einen Arkadenhof mit einem Bergfried aus dem 12. Jahrhundert. Ursprünglich soll es im Besitz der Grafen von Sponheim gewesen sein, die sich hier schon im 11. Jahrhundert einen Wehrbau errichtet hatten. Die Burg wird erstmals in einer Urkunde vom 27. August 1240 erwähnt, in der Herzog Friedrich II., der Streitbare (der letzte Babenberger) eine Schenkung Heinrichs von Grafenstein an das Stift Seckau in „Ernhus“ bestätigte. Davor könnte sie bereits ein Lehen des Stiftes St. Paul im Lavanttal gewesen sein. Ab etwa 1260 waren die Herren von Pettau und ab 1441 die Grafen von Schaunberg Lehnsnehmer des Stiftes.
1542/43 musste Graf Georg von Schaunberg das Schloss samt Meierhof an Christoph von Eggenberg († 1553) aus der Radkersburger Linie der aus dem Kaufmannsstand emporgestiegenen Adelsfamilie Eggenberg verkaufen. Er und sein Sohn Ruprecht von Eggenberg bauten die Burg wegen der ständigen Türkengefahr stark aus. Letzterer, als bedeutender Feldherr in den Türkenkriegen zum Freiherrn erhoben, war auch der Erbauer des Mausoleums. Von 1543 bis 1755 war das Schloss im Besitz der Eggenberger und wurde von ihnen zu einem Renaissanceschloss ausgebaut. Nach dem Erlöschen der Ehrenhausener Linie der Familie Eggenberg 1646 gingen Markt und Schloss Ehrenhausen in den Besitz der Grazer Linie über.
Nach dem Erlöschen der Familie Eggenberg nach dem frühen Tod von Johann Christian II. von Eggenberg (1704–1717), der 13-jährig an den Folgen einer Blinddarmentzündung starb, setzte ein rascher Besitzwechsel des Schlosses Ehrenhausen und des daneben auf dem Schlossberg gelegenen Mausoleums ein. Zehn Jahre nach dem Tod von Johann Christian II. kam die Herrschaft 1727 an Maria Charlotte Fürstin Eggenberg, die die Herrschaft 1755 an Maria Theresia Gräfin Leslie (geborene Fürstin Eggenberg) vererbte. 1776 ging es in den Besitz von deren Sohn Anton Graf Leslie, der es nach seinem Tod 1802, zwei Jahre später an seine Schwester Rosalia Gräfin Attems vererbte, in deren Familie es bis 1889 blieb. Die nächste Eigentümerin des großflächigen Anwesens war ab 1889 Adéle Kosztolányi. Nachdem Paul Clemens Salvi 1897 die verwitwete Kosztolányi geheiratet hatte, war er spätestens ab 1898 ein Miteigentümer der Liegenschaften. Gegen eine lebenslängliche Pension veräußerte Salvi das Anwesen 1904.
Im Jahr 1904 erwarb das Schloss der resignierte Fürsterzbischof von Olmütz, Theodor Kohn (1845–1915), lebte hier bis zu seinem Tod im Jahre 1915 und ließ sich ebenfalls im Mausoleum bestatten. Er vermachte das Mausoleum dem Land Steiermark, in dessen Eigentum es sich seit 1920 befindet. Zwischenzeitlich war die Herrschaft Ehrenhausen noch von 1915 bis 1918 im Besitz der Erben Kohns und soll danach in den gemeinsamen Besitz der bürgerlichen Familien Haberhauer und Richter (bis 1922 auch Weiß) gekommen sein. Während er das Mausoleum dem Bundesland Steiermark vermachte, blieb das Schloss Ehrenhausen in Privatbesitz und kam an die Freiherren von Salvi; heute gehört es Frau Ingrid Csicsaky.
Zur Geschichte des Schlosses siehe auch den Ortsartikel Ehrenhausen.